# Oksikam
Oksikam je klasa nesteroidnih antiinflamatornih lekova (NSAID), što znači da imaju antiinflamatorne, analgetičke i antipiretičke terapijske efekte. Oksikami se blisko vezuju za proteine plazme. Većina oksikama su neselektivni inhibitori enzima ciklooksigenaze (COX). Izuzetak je meloksikam sa blagom (10:1) preferencijom za COX-2, što je, međutim, klinički relevantno samo pri malim dozama.
Najpopularniji lek iz klase oksikama je piroksikam. Drugi primeri uključuju: ampiroksikam, droksikam, pivoksikam, tenoksikam, lornoksikam i meloksikam.
Izoksikam je suspendovan usled fatalnih kožnih reakcija.

## Hemija
Fiziko-hemijske karakteristike ovih molekula znatno variraju u zavisnosti od okruženja.
U kontrastu sa većinom drugih NSAID lekova, oni nisu karboksilne kiseline. Oni imaju kiseli karakter zato što sadrže vinilogne karbogne karboksilne grupe koje manifestuju formu keto-enolnog tautomerizma, što je ovde ilustrovano primerom lornoksikama: